# パオロ・ネグロ
パオロ・ネグロ（Paolo Negro、1972年4月16日 - ）は、イタリア出身の元同国代表の元サッカー選手、サッカー指導者。ポジションはDF。

## 経歴

### クラブ
ブレシア・カルチョのプリマヴェーラ出身で、現役時代はディフェンダーとして、18年間のキャリアの大半をSSラツィオで過ごした。ACシエナでのプレーを経て、2007年に現役を引退。

### 代表
1994年11月16日に行われたUEFA EURO '96予選のクロアチア戦でA代表デビュー。UEFA EURO 2000のエントリーメンバーに選出されている。

### 指導者
現役引退後は指導者に転身し、2010年12月30日に実質7部に属するアマチュアチームのASDチェルヴェテリ・カルチョで選手兼任監督として率いるものの、2011年3月23日に成績不振に伴い退任。
2012年1月26日、セリエD（実質5部）のUSザガローロの監督に就任。

## 所属クラブ
- 1990年-1992年  ボローニャFC
- 1992年-1993年  ブレシア・カルチョ
- 1993年-2005年  SSラツィオ
- 2005年-2007年  ACシエナ

## 指導歴
- 2010年-2011年  ASDチェルヴェテリ・カルチョ
- 2012年-  USザガローロ

| スタブアイコン | サブスタブ | この項目は、まだ閲覧者の調べものの参照としては役立たない、サッカー選手に関連した書きかけの項目です。この項目を加筆・訂正などしてくださる協力者を求めています（P:サッカー/PJ:サッカー選手/PJ:女子サッカー）。 |